# 아티스트 (2000년 영화)
"아티스트"는 2000년에 개봉한 대한민국의 영화이다.

## 캐스팅
- 허윤정 : 사미경 역
- 김태훈 : 유성일 역
- 최재진 : 최종수 역
- 강이주 : 유지나 역
- 권용운 : 장 형사 역
- 박준영 : 이진우 역
- 박미향 : 최연정 역
- 이승표 : 유형준 역
- 강태기 : 신문사부장 역
- 이석구 : 형사과장 역
- 문정언 : 장형사부인 역
- 조미라 : 중년남자부인 역
- 김덕요 : 부하형사 역
- 이환지 : 경찰서남자 역
- 황성진 : 젊은남자 역
- 김호섭 : 동료기자 역
- 정청 : 동료기자 역
- 김진우 : 동료기자 역
- 최덕희 : 백화점점원 역
- 서혁노 : 국무총리아들 역
- 이재완 : 꼬마 역
- 김도일 : 청부업자 역
- 조현정 : 휠체어남자 역
- 최연아 : 여배우 역
- 유혜련 : 프롤로그여자 역
- 박종우 : 피살남자 역
- 이병우 : 검문경찰 역
- 최재영 : 간호사 1 역
- 장주연 : 간호사 2 역
- 황혜성 : 간호사 3 역
- 이은지 : 카페여자 1 역
- 김진선 : 카페여자 2 역
- 김은희 : 사무실여 1 역
- 권순미 : 사무실여 2 역
- 강상준 : 피바다 1 역
- 문아람 : 피바다 2 역
- 김세홍 : 피바다 3 역
- 박현주 : 웨딩샵직원 역
- 김용수 : 보일러공 역
- 정동형 : 피해자 1 역
- 유명산 : 피해자 2 역
- 최현성 : 피해자 3 역
- 권대호 : 피해자 4 역
- 김종일 : 피해자 5 역
- 이호익 : 피해자 6 역
- 독고영재 (우정출연)
- 이승현 (우정출연)
- 김보성 (우정출연)
- 허준호 (우정출연)
- 진유영 (우정출연)
- 이환지 (우정출연)
- 박재호 (우정출연)
- 원웅재 (우정출연)
- 최재성 (우정출연)
- 이광일 (우정출연)